# Francisco Tavares de Almeida Proença
Francisco Tavares de Almeida Proença (Covilhã, Tortosendo, 17 de novembro de 1798 — 25 de agosto de 1872) foi um político português.

## Biografia
Moço Fidalgo da Casa Real, Lente de Capelo da Faculdade de Direito da Universidade de Coimbra, consta ter sido eleito Deputado para a Legislatura de 1834-1836, mas não se encontraram indicações da sua participação na Câmara dos Deputados, foi Senador do Reino nas Legislaturas de 1838-1840 e 1840-1842, e elevado a Par do Reino a 3 de Maio de 1842, Ministro e Conselheiro de Estado.

## Casamento e descendência
Casou a 7 de Dezembro de 1835 com Maria da Piedade Fevereiro (Castelo Branco - ?) e foram pais de, pelo menos, Francisco Tavares de Almeida Proença, Jr. e Maria Joaquina Tavares de Almeida Proença (Lisboa, 14 de Março de 1850 - 25 de Fevereiro de 1924), que casou a 4 de Novembro de 1875 com Gonçalo Xavier de Almeida Garrett (Porto, Cedofeita, 30 de Dezembro de 1841 - Castelo Branco, 10 de Janeiro de 1925).